# Phyllurus caudiannulatus
Phyllurus caudiannulatus este o specie de șopârle din genul Phyllurus, familia Gekkonidae, descrisă de Covacevich 1975. Conform Catalogue of Life specia Phyllurus caudiannulatus nu are subspecii cunoscute.